# 金子隼人
金子 隼人（かねこ はやと、7月11日 - ）は、日本の男性声優。マウスプロモーション所属。神奈川県出身。

## 略歴
2014年よりAbility Soul Pro.に所属していたが、2020年10月よりマウスプロモーションに所属。

## 人物
趣味・特技はスポーツ全般（バスケットボール・アメリカンフットボール）、映画観賞、野球観賞、特撮、ルービックキューブ、ツッコミ。週刊少年ジャンプで連載していた『アイシールド21』の影響で、アメリカンフットボール部のある高校へ入学。試合の成績は県4位。
レギュラーキャストで出演したNetflix『ケンガンアシュラ』では、金子の出演がないときでもアフレコ現場を訪れてサポートし、同作のイベント時には主人公を演じた鈴木達央から「アフレコの空気感は、金子と平田（真菜）とマシュー（まさるバロン）に支えられました」と感謝の言葉を述べられ、原作者のサンドロビッチ・ヤバ子からも「金子くんには、公私にわたってお世話になりまして」と感謝の言葉を述べられ、金子は恐縮しきりだった。

## 出演
太字はメインキャラクター。

### テレビアニメ
2016年
- 初恋モンスター（業者）

2019年
- 彼方のアストラ（ドラポン）

2020年
- 天晴爛漫!（牢屋敷見張り、怪力）

2021年
- 東京リベンジャーズ（2021年 - 2023年、不良、濱田忠臣、東卍B、愛美愛主A・B、舞亜冥土総長 他） - 3シリーズ
- 逆転世界ノ電池少女（真誅軍兵士A、ポチャ、真国上層部C、夕紀ファンA）
- 結城友奈は勇者である -大満開の章-

2022年
- 王様ランキング（2022年 - 2023年、ギガン、騎士） - 2シリーズ
- プラチナエンド（捜査官）
- 怪人開発部の黒井津さん（ブルヘッド、男性B、獣勇士A）
- ジョジョの奇妙な冒険 ストーンオーシャン（2022年 - 2023年、看守C、警備員、主審） - 2シリーズ
- パリピ孔明（文官、陸遜、スタッフ、MC、観客 他）
- ヒロインたるもの!〜嫌われヒロインと内緒のお仕事〜（応援団長）
- 骸骨騎士様、只今異世界へお出掛け中（護衛）
- トモダチゲーム（不良A）
- 遊☆戯☆王ゴーラッシュ!!
- 黒の召喚士（ウルドの仲間）
- アキバ冥途戦争（客、木島の部下、観客、警察官）
- 新米錬金術師の店舗経営（若者A）

2023年
- Buddy Daddies（ヤクザ、手下、焼き芋屋、タイガパパ、にごう 他）
- 青のオーケストラ（武田先生）
- デュエル・マスターズ WIN 決闘学園編（首領竜 ゴルファンタジスタ）
- この素晴らしい世界に爆焔を!（アイン、冒険者）
- 実は俺、最強でした?（冒険者B）
- MIX MEISEI STORY 2ND SEASON 〜二度目の夏、空の向こうへ〜（部員1、主審）
- 暴食のベルセルク（武人ボス、ミネルバ、職人、兵士、リッチ・ロード 他）
- BEYBLADE X（2023年 - 2025年、審判、ファン、子供、配達員、大人 他）
- 川越ボーイズ・シング（生徒）
- 最果てのパラディン 鉄錆の山の王（戦士A、ドワーフB）
- アンダーニンジャ（純粋愛の義父）
- め組の大吾 救国のオレンジ（消防団員、隊員A）

2024年
- 戦国妖狐（灼岩〈闇〉、幽霊侍、闇盗賊団、したり、火岩 他） - 2シリーズ
- ラグナクリムゾン（ウルシュガウルン）
- 異修羅（剣闘士）
- ぶっちぎり?!（斯波嵐生）
- 魔法科高校の劣等生（人間主義者）
- 鬼滅の刃 柱稽古編
- 真夜中ぱんチ（取り立て屋、引越し業者、舞台監督、キッチンカー店員、乗客）
- 神之塔 -Tower of God- - 2シリーズ
- おじゃる丸（タガメ）
- 凍牌〜裏レート麻雀闘牌録〜（2024年 - 2025年、剃り込み、ギャラリー、雀荘の男、タヤオ、イケ 他）

2025年
- 俺だけレベルアップな件 Season 2 -Arise from the Shadow-（矢田）
- 地縛少年花子くん2（教師、怪異、生徒B、お面の男A、写真部員B） - 2シリーズ
- 日本へようこそエルフさん。（手下A）
- 殿と犬（お堂の男A、お面屋、狐面の男） - 4バージョン共通
- Übel Blatt〜ユーベルブラット〜（ヴァルゲ）
- 宇宙人ムームー（筋肉男、学生たち、タレント、学生、ジュニア）
- ロックは淑女の嗜みでして（客）
- 黒執事 -緑の魔女編-（人狼）
- 勘違いの工房主〜英雄パーティの元雑用係が、実は戦闘以外がSSSランクだったというよくある話〜（客）
- 桃源暗鬼（アグリ）
- SAKAMOTO DAYS（受験生）

### 劇場アニメ
- THE FIRST SLAM DUNK（2022年、高嶋）

### OVA
- 無職転生 〜異世界行ったら本気だす〜「エリスのゴブリン討伐」（2022年、魔族B） - TV未放送エピソード

### Webアニメ
- ケンガンアシュラ（2019年 - 2023年、理人[8]） - 3シリーズ[一覧 8]
- マウスどうぶつえん（2022年、ゴリラのはやと）
- LUPIN ZERO（2022年、同級生C）
- Romanticスパイス カプサイジ伝説（2024年、ゴルダック[9]）

### ゲーム
- 灰色都市 32人の容疑者（2015年）
- シュヴァルツェスマーケン 殉教者たち（2016年）
- ポケモンメザスタ（2021年、ボディビルダー マコト）
- バトルスピリッツ コネクテッドバトラーズ（2022年、煌宮坂テルオ[10][11]）
- SDガンダム バトルアライアンス（2022年、ジオン兵B、ティターンズ兵A、ジオン残党兵指揮官A）
- 東京リベンジャーズ ぱずりべ！全国制覇への道（2022年、濱田忠臣）

### 吹き替え
- ナタ転生（2021年）
- 百妖譜（2024年、盗賊）

### ボイスコミック
- BeeTV
  - 新宿スワン
  - 寄生獣（光男）
- UULAマンガ
  - エリートヤンキー三郎
  - クロサギ
- ジャンプチャンネル
  - ドロンドロロン（大猿のモノノケ（大猿天狗）[12]、イザナギ隊[13]）

### MC
- 第37回全日本マイクロマウス大会
- 第34回マイクロマウス東日本地区大会